# حزم
الحزم أخذ الأمور بالاتفاق. وقيل ضبط الأمر وأخذه بالثقة، وحذر فواته. يقال لا خير في حزم من غير عزم أي قوة. قال المرادي الحزم هُوَ النّظر فِي الْأُمُور قبل نُزُولهَا وتوقي المهالك قبل الْوُقُوع فِيهَا وتدبير الْأُمُور على أحسن مَا تكون من وجوهها.

## الحزم وسوء الظن
روي في حديث ضعفه البعض أن الحزم سوء الظن. وفي تفسيره قيل مَعنَى سُوءِ الظَّنّ أن تَظُنَّ بالأُمورِ التي تَعرِض لك أَسوأَ أَحوالِها فتَأْخُذَ له أُهبَتَه، فإن كانت على خِلافِه لم تَضُرَّك أُهبَتُك، وإن كانت على ما ظَنَنْتَ، كُنتَ قد أَخَذْت بالحزْم ولم تُصِبْك نَدامةٌ. اهـ